# Миеттинен, Рауно
Рауно Мартти Юхани Миеттинен (фин. Rauno Martti Juhani Miettinen; 25 мая 1949, Куопио) — бывший финский двоеборец, призёр чемпионатов мира и Олимпийских игр. Участник четырёх Олимпиад.

## Карьера
Рауно Миеттинен успешно выступал на юниорском уровне и в 1968 и 1969 годах дважды становился чемпионом мира среди юниоров. В 1970 году выступал на взрослом чемпионате мира в Чехословакии, где занял четвёртое место в индивидуальной гонке.
В 1972 году дебютировал на Олимпийских играх. В Саппоро финн выступал как в лыжном двоеборье, так и в прыжках с трамплина. В прыжках Миеттинен выступил не слишком удачно (17-е место на нормальном трамплине и 32-е на большом). Зато в соревновании двоеборцев он смог выиграть серебряную медаль, уступив только Ульриху Велингу из ГДР. Помешать завоевать медаль финну не помешало даже не самое удачное выступление в лыжной гонке, где он показал только 15-е время.
Четыре года спустя на Играх в Инсбруке Миеттинен показал 21-й результат в соревновании прыгунов, а в двоеборье не смог защитить второе место после прыжковой части и стал четвёртым. В 1978 году на домашнем чемпионате мира Рауно завоевал единственную индивидуальную медаль личных первенств в карьере.
На Олимпиаде 1980 года Миеттинен выступил провально, показав только 23-й результат. В Сараево, на последней в карьере Олимпиаде финский двоеборец остался в шаге от медали, показав четвёртый результат. В том же году вместе с командой завоевал «серебро» чемпионата мира в Рованиеми и завершил спортивную карьеру.